# 本山站 (香川縣)
本山站（日语：／ Motoyama eki */?）是一位於日本香川縣三豐市，隸屬於四國旅客鐵道（JR四國）的鐵路車站，車站編號為Y18。本站只停靠普通列車。
本站原本設有站員駐守，但2010年JR四國進行了精簡人手措施，變為無人站。同時候車室亦加裝了自動售票機，然而每天早上時段，仍然有由觀音寺站委派的站員駐守。
最初的走線，是打算由高瀨站（當時稱為上高瀨站）起，沿國道11號至本山寺附近設站。可是卻遭到當地居民反對，結果路段向西遷移至現址。位置上車站並不是位處於本山町，但站名仍維持稱作本山。

## 車站結構
設有木製站舍一座，出入口能直接到達閘口，通過後再橫過平交道而到達月台。站舍左側為候車大堂，放置了自動售票機，右側後端為原售票窗口暨站務室，現時已改為站員休息室及儲物室。而前端面向站前廣場，多年前已改為商舖，並一直由一間烏冬店所經營。洗手間則獨立設於站舍左邊。

## 月台配置
設有島式月台1個，提供1面2線的配置。近站舍的1號月台為側線；通常供普通列車避車時才會使用；2號月台為本線，為一般上下行普通列車的停靠月台，亦是特急列車通過的軌道。

## 歷史
- 1913年12月20日：開業。
- 1987年4月1日：日本國鐵分割民營化，車站的營運由JR四國繼承。
- 2010年10月1日：無人化

## 利用狀況
| 乗車人員推移 | 乗車人員推移 |
| 年度         | 1日平均人數  |
| ------------ | ------------ |
| 2004         | 237          |
| 2005         | 246          |
| 2006         | 237          |
| 2007         | 238          |
| 2008         | 266          |
| 2009         | 254          |
| 2010         | 260          |
| 2011         | 270          |
| 2012         | 273          |
| 2013         | 264          |
| 2014         | 276          |
| 2015         | 277          |
| 2016         | 281          |
| 2017         | 272          |

## 相鄰車站
四國旅客鐵道
■予讚線
■快速「Sunport」、■普通
比地大（Y17）－本山（Y18）－觀音寺（Y19）

## 外部連結
- JR四國本山站官方發車表。 （页面存档备份，存于）